# Caspar Bernhard Hardy

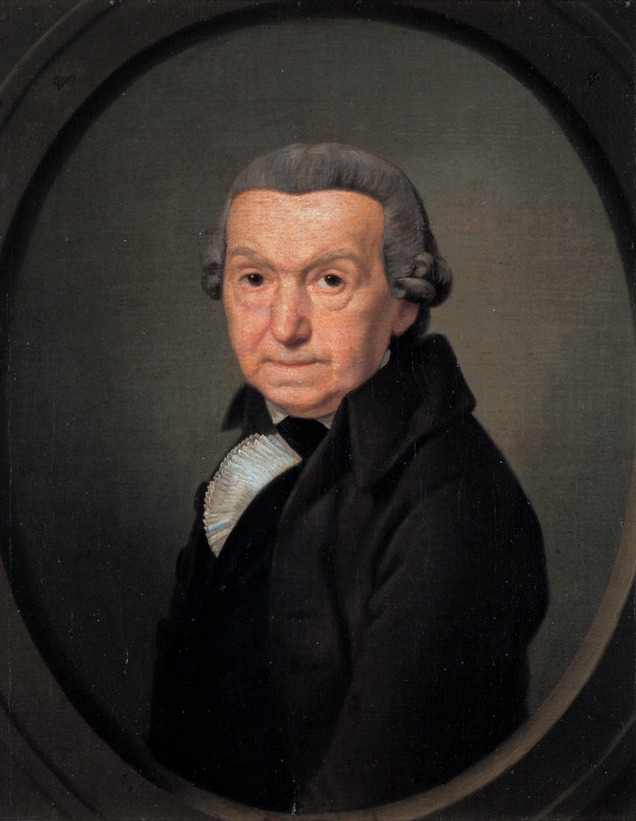
Caspar Bernhard Hardy, anno 1808 porträtiert von Benedikt Beckenkamp

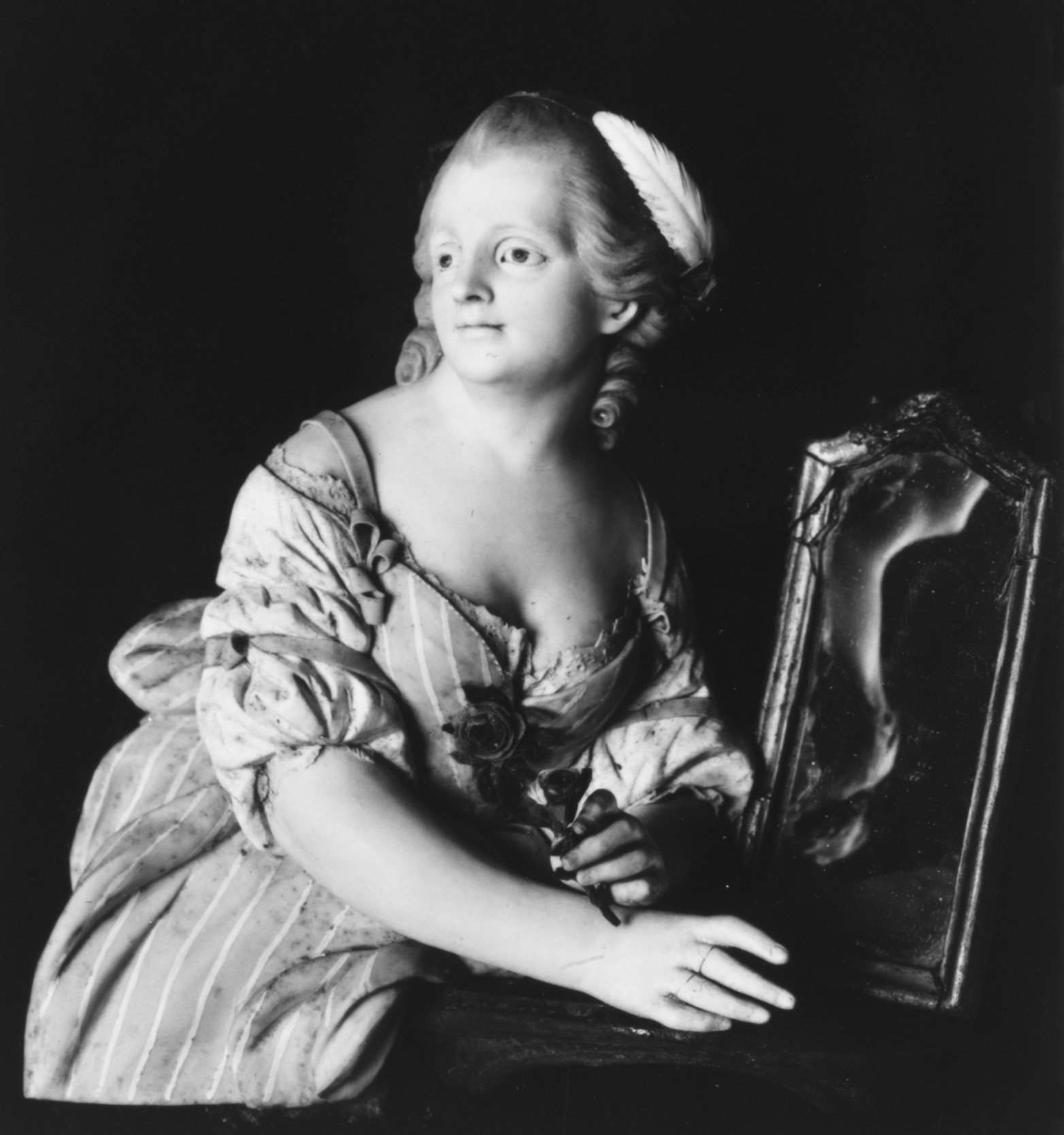
Caspar Bernhard Hardy: Dame mit Spiegel, Wachsfigur im Metropolitan Museum of Art

Caspar Bernhard Hardy, auch Kaspar Bernhard Hardy (* 26. August 1726 in Köln; † 17. März 1819 ebenda), war ein deutscher Priester, Wachsbossierer, Maler, Emailleur, Bronzegießer und Verfertiger physikalischer Instrumente.
Der Apothekerssohn Caspar Bernhard Hardy wurde Geistlicher und betätigte sich zeitlebens in seiner Heimatstadt Köln als Künstler. Im Pariser Musée Carnavalet sind neun seiner Werke ausgestellt – zum Beispiel eine Wachsfigur Benjamin Franklins.
Im vorgerückten Alter – bereits Domvikar an der Margarethenkapelle – wurde Hardy als Kopist einiger Gemälde Pieter van Laers und Breughels geschätzt. Als Emaille-Maler schuf er den Weltheiland nach Carlo Dolci. Ein vergoldeter Heiland des Bronzegießers Hardy gehört zum Kölner Domschatz.
Der auch physikalisch beschlagene Künstler Hardy schuf ein Planetarium, das von einem Uhrwerk angetrieben wurde.
1815 lobte Goethe Hardys Wachsplastiken.
Unterstützt und bekannt gemacht wurde Hardy von einem seiner Schüler – dem zweiundzwanzig Jahre jüngeren Kunstsammler Ferdinand Franz Wallraf.
Hardy starb nach langer Krankheit. Sein Grab auf Melaten gilt als verschollen.